# Kowary
Kowary (niem. Schmiedeberg im Riesengebirge) – miasto w województwie dolnośląskim, w powiecie karkonoskim, na pograniczu Karkonoszy, Rudaw Janowickich i Kotliny Jeleniogórskiej w Sudetach Zachodnich. Historycznie leżące na Dolnym Śląsku. W latach 1975–1998 miasto administracyjnie należało do województwa jeleniogórskiego.
Według danych GUS z 31 marca 2011 miasto liczyło 11 784 mieszkańców, 31 grudnia 2013 – 11 008, 31 grudnia 2015 – 11 287, 30 czerwca 2020 – 10 741 osób, a 1 stycznia 2023 w Kowarach mieszkało 9913 osób (390. miejsce w kraju).

## Położenie
Miasto Kowary leży w południowo-zachodniej części województwa dolnośląskiego, w powiecie karkonoskim, nad Jedlicą. Miasto o powierzchni 37,39 km² (127. miejsce w kraju), zamieszkuje ponad 9,9 tys. mieszkańców. Kowary położone są w południowo-wschodniej części Kotliny Jeleniogórskiej, północno-wschodniej części Karkonoszy i południowo-zachodnim skrawku Rudaw Janowickich. Obszar miasta w granicach administracyjnych (3739 ha powierzchni) charakteryzuje się urozmaiconą rzeźbą terenu (420–1280 m n.p.m.), a przez to zróżnicowaniem warunków klimatycznych. Od południowego zachodu Kowary graniczą z Czechami. Granica biegnie od Przełęczy Okraj przez Kowarski Grzbiet do Skalnego Stołu.

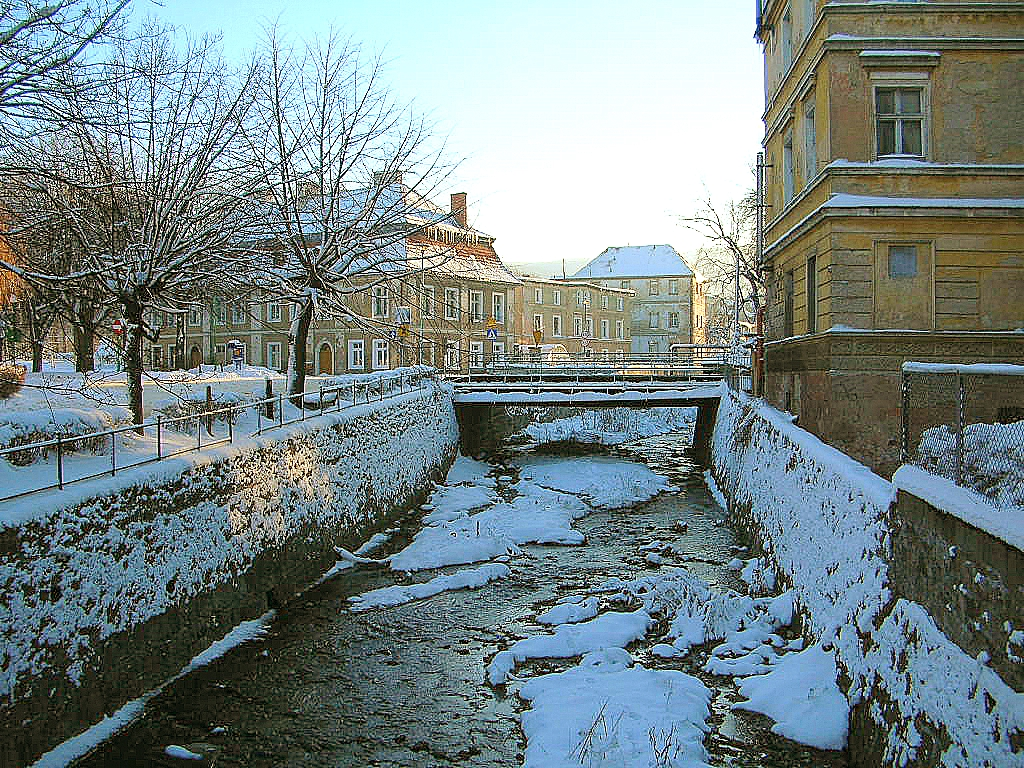
Jedlica zimą

Kowary położone są nad rzeką Jedlicą, wzdłuż której na przestrzeni ok. 5 km ciągnie się zwarta zabudowa. W środkowej jej części usytuowane jest centrum miasta, które jest jego najstarszą częścią. Znajdują się tu liczne placówki usługowo-handlowe, urząd miasta, kościół, ośrodek zdrowia i dwie szkoły podstawowe.
Do lat 90. XX wieku miasto było znaczącym ośrodkiem przemysłowym. Obecnie czynione są starania w kierunku zwiększenia roli turystyki. Nieprzerwanie, natomiast, miasto pełni funkcje ośrodka specjalistycznego lecznictwa uzdrowiskowego.
Według danych z roku 2002 Kowary mają powierzchnię 37,39 km², w tym:
- użytki rolne: 22%
- użytki leśne: 63%

Miasto stanowi 5,95% powierzchni powiatu.
Sąsiednie gminy: Kamienna Góra, Karpacz, Lubawka, Mysłakowice, Podgórzyn, Svoboda nad Úpou (Czechy)

## Historia

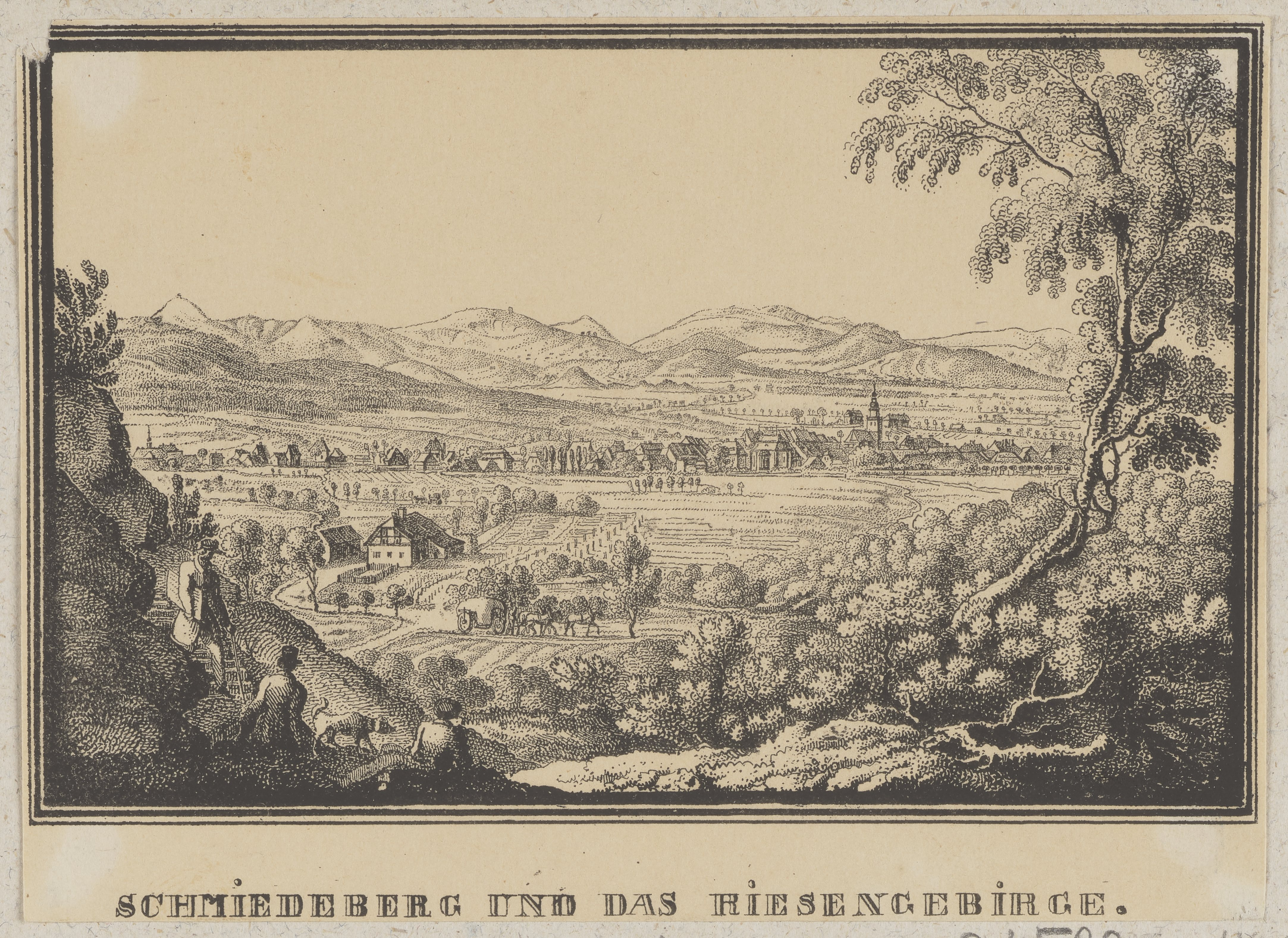
Widok miejscowości z XIX w.

Założenie i rozwój miasta Kowary związany jest głównie z wydobyciem rud żelaza i z kowalstwem. W 1148 waloński gwarek, Laurentius Angelus dokonał odkrycia – na zboczu góry Rudnik w Rudawach Janowickich stwierdził obecność rud żelaza. Niespełna 10 lat później, w 1158 książę Bolesław Kędzierzawy wydał rozporządzenie, które zapoczątkowało wydobycie rudy z owej góry. Wkrótce powstały kuźnie i hamernie, w wielu zakładach metalurgicznych wytwarzano wyroby metalowe. W XIV w. osada słynęła z huty (fryszerka) i hamerni (kuźni), która wyrabiała znakomite noże i sierpy. Pod koniec XIV w. stała się własnością rycerską z własnym zamkiem.

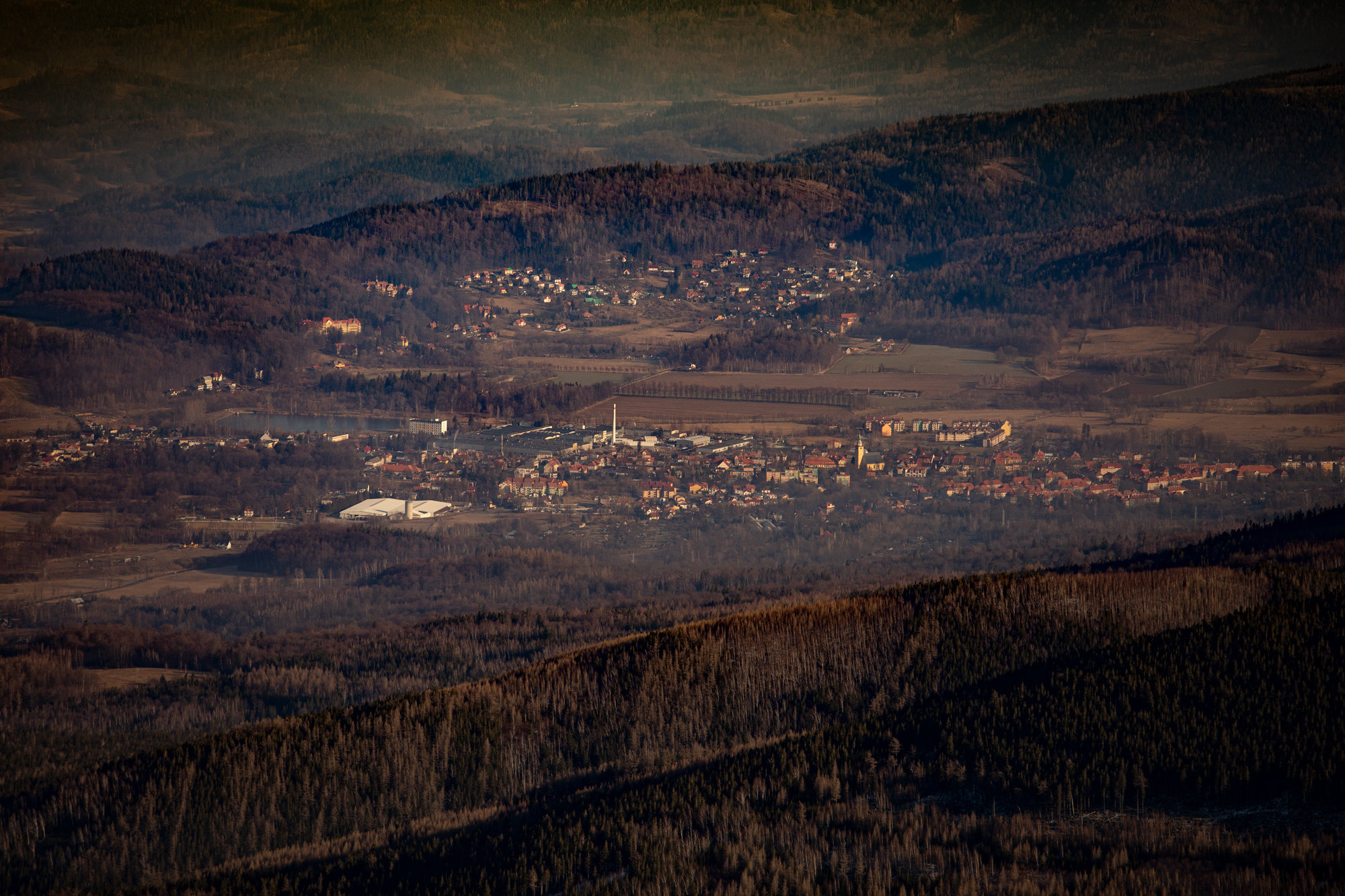
Widok Kowar ze szczytu Śnieżki

4 września 1513 król Czech i Węgier Władysław Jagiellończyk nadał Kowarom prawa miejskie, w 1528 uzyskały prawa wolnego miasta górniczego. Miasto było znaczącym ośrodkiem produkcji broni palnej, zwłaszcza pod koniec XVI wieku. Król Zygmunt August w 1564 zamówił u kowarskich rusznikarzy 200 luf do muszkietów dla swojego wojska. Istniało tu wówczas 11 kuźnic, które dostarczały 3000 cetnarów żelaza.
Wiek XVII to dalszy intensywny rozwój Kowar, który jednak przerwała wojna trzydziestoletnia. Skutecznie zahamowała  rozbudowę miasta, wyniszczyła ludność i samo miasto. Polecono wówczas zatopić kopalnie, był to koniec okresu świetności kowarskiego górnictwa. W wyniku upadku przemysłu górniczego i metalurgicznego rozwinęła się produkcja i bielenie płótna lnianego i wyrób tzw. białej przędzy, która szybko stała się specjalnością miasta, rozwijała się również hodowla zwierząt i roślin. W 1720 powstała jedna z pierwszych na Dolnym Śląsku manufaktur płócienniczych.
Na skutek wojen prusko-austriackich (wojny śląskie) Kowary wraz z całym Dolnym Śląskiem zostały przyłączone do Prus. Król Fryderyk II wykupił dobra kowarskie z rąk czeskiego rodu Czerninów. Wcześniej przez ponad 200 lat Kowarami władali von Schaffgotschowie. Próby rozwoju kowarskiego górnictwa próbowano jeszcze podjąć w XVIII i XIX w., jednak bezskutecznie. Przez ponad 200 lat miasto utrzymywało się dzięki włókiennictwu, i to dzięki niemu większość mieszkańców miała pracę. W końcu XVIII i na początku XIX wieku na tle ogólnego kryzysu gospodarczego m.in. ciężkie zimy i zaraza ziemniaczana nastąpiła stagnacja gospodarcza, bezrobocie, które wywołało zubożenie ludności i narastający kryzys społeczny m.in. bunt tkaczy w 1848. Mimo działań rządu pruskiego nie udało się uratować tkactwa i płóciennictwa chałupniczego.

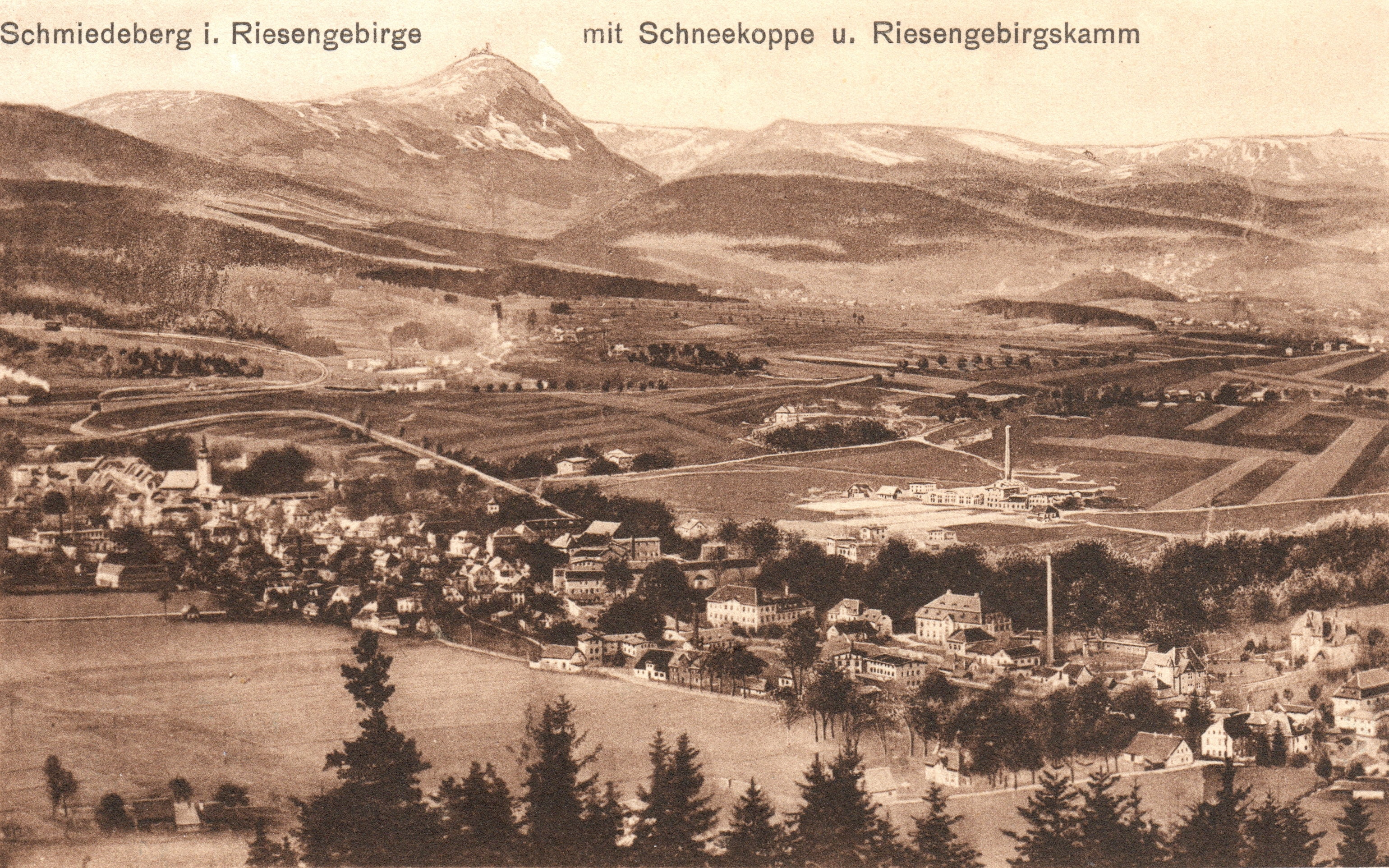
Kowary, pocz. XX w.

Lata po I wojnie światowej przyniosły niewielkie ożywienie gospodarcze. Ponownie otwarto kopalnie i rozpoczęto wydobywanie rud żelaza. W 1927 rozpoczęto wydobycie rudy uranu podczas eksploatacji rud żelaza. Po przerwie w eksploatacji w latach 1929–1935, spowodowanej światowym kryzysem, wznowiono pracę kopalni, a uran sprzedawano do 1939 zakładom badawczym w Oranienburgu i zakładom Stahlwerk Mark A.G. w Hamburgu. 1 kwietnia 1938 do Kowar włączono wieś Podgórze. Rozwój miasta przerwała II wojna światowa.
W 1945 miasto zostało włączone do Polski, a jego dotychczasowych mieszkańców wysiedlono do Niemiec. Obecna nazwa została administracyjnie zatwierdzona 7 maja 1946.
Po 1945 wznowiono wydobycie rud uranu, jednak proces wydobywania owiany był tajemnicą i był  pilnie strzeżony. Oficjalnie była tu jedynie kopalnia rud żelaza. Bito również nowe sztolnie poszukiwawcze, wydobywcze i szyby wydobywcze. Uran wydobywano dla radzieckiej atomistyki głównie w latach 40. i 50. XX wieku. W latach 60. w Kowarach przerabiano rudy uranu z innych złóż w Polsce i z ubogiej rudy z hałd. Robotnicy pracujący przy wydobyciu tegoż surowca, jego sortowaniu i przeróbce nie posiadali odpowiednich zabezpieczeń do pracy w takich warunkach, co skutkowało to w późniejszym okresie wieloma zgonami pracowników owych zakładów.
Ponad sto lat historii Kowar i okolic to także lecznictwo. Sudety Zachodnie charakteryzowały się unikalnym klimatem sprzyjającym leczeniu gruźlicy. W 1900 roku zorganizowano sanatorium przeciwgruźlicze w Kowarach Dolnych, w 1902 powstało sanatorium "Wysoka Łąka", a w latach 1914-1916 zbudowano sanatorium "Bukowiec". W Kowarach przez kilkadziesiąt lat mieściła się Dyrekcja Specjalistycznego Zespołu Gruźlicy i Chorób Płuc, którego sanatoria znajdowały się w całych Sudetach Zachodnich.
W okresie powojennym w mieście rozwijał się przemysł wydobywczy (głównie Zakłady Przemysłowe R-1), maszynowy (Fabryka Maszyn Kowary) oraz włókienniczy (zakłady lniarskie, fabryka dywanów, fabryka filców technicznych).
1 stycznia 1960 do Kowar włączono wieś Krzaczyna ze zniesionej gromady Ścięgny w tymże powiecie.

## Demografia
Dane z 31 grudnia 2017:
| Opis                              | Ogółem | Ogółem | Kobiety | Kobiety | Mężczyźni | Mężczyźni |
| --------------------------------- | ------ | ------ | ------- | ------- | --------- | --------- |
| Jednostka                         | osób   | %      | osób    | %       | osób      | %         |
| Populacja                         | 11 090 | 100    | 5814    | 52,4    | 5276      | 47,6      |
| Gęstość zaludnienia [mieszk./km²] | 313,1  | 313,1  | 167,6   | 167,6   | 145,5     | 145,5     |

Piramida wieku mieszkańców Kowar w 2014 roku.

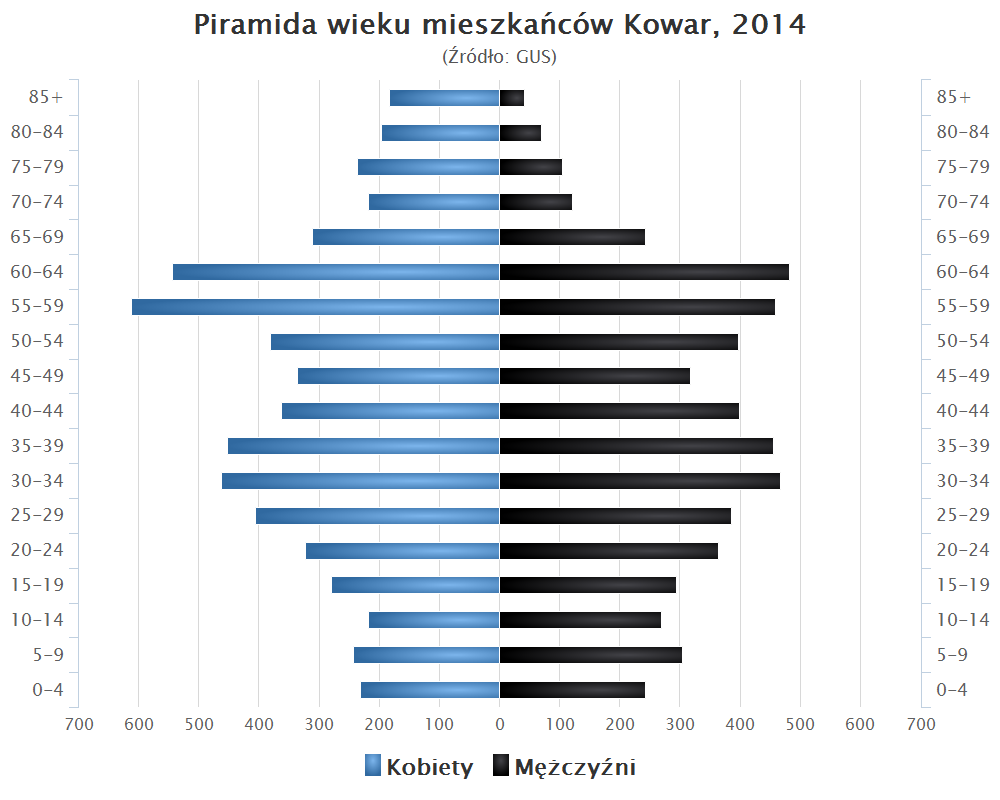

## Gospodarka

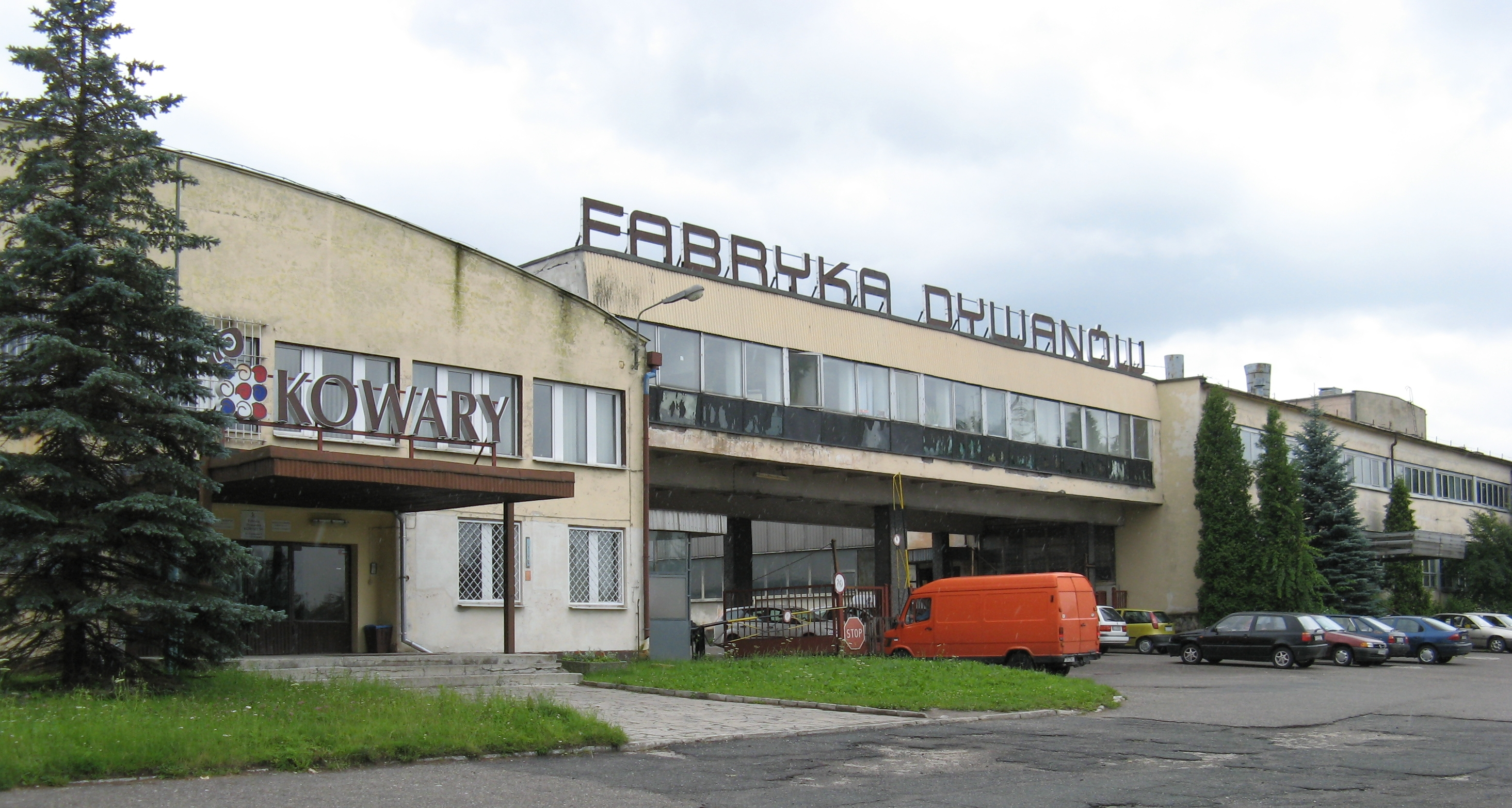
Dawna Fabryka Dywanów Kowary SA

Przemysł w mieście do lat 90. XX wieku funkcjonował głównie branży włókienniczej, budowlanej i drzewnej. Reprezentantami tych branż były zakłady (obecnie zamknięte):
- Fabryka Dywanów „Kowary” S.A.
- Zakłady Przemysłu Lniarskiego „Orzeł” Oddział Bielnik w Kowarach (hale fabryczne zostały wyburzone)
- Zakłady Produkcji Drewnianej Architektury Ogrodowej – „Stelmet” S.A. (Grupa Stelmet)
- Fabryka Maszyn „Kowary” S.A.

W początkowym okresie PRL największym zakładem miasta były Zakłady Przemysłowe R-1.
Obecnie rozwój miasta ukierunkowuje się na oferowanie usług turystycznych. W ciągu ostatnich lat wielokrotnie rozważane były projekty utworzenia w rejonie miasta stacji sportów zimowych.

## Transport

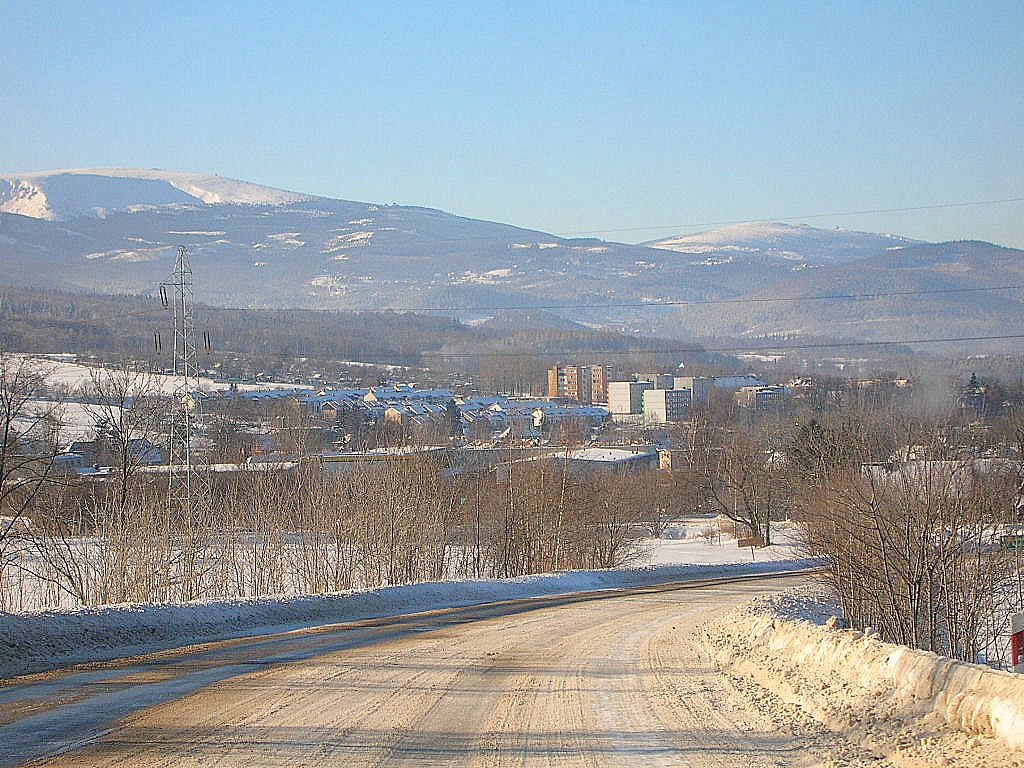
Widok drogi z Wałbrzycha i przejść granicznych na przełęczy Okraj (teren Kowar) oraz w Lubawce

### Drogi
Kowary leżą przy następujących szlakach:
- 366 Piechowice – Kowary
- 367 Jelenia Góra – Wałbrzych
- drogi lokalne do Bukowca i Wojanowa.

Publiczny transport zbiorowy zapewnia PKS Tour Jelenia Góra i mniejsi przewoźnicy drogowi. W styczniu 2022 uruchomiono w mieście komunikację miejską w oparciu o tabor miejscowego przewoźnika «Partner Tour». Wykonywane są trzy kursy dziennie w dni robocze na jednej linii.

### Kolej

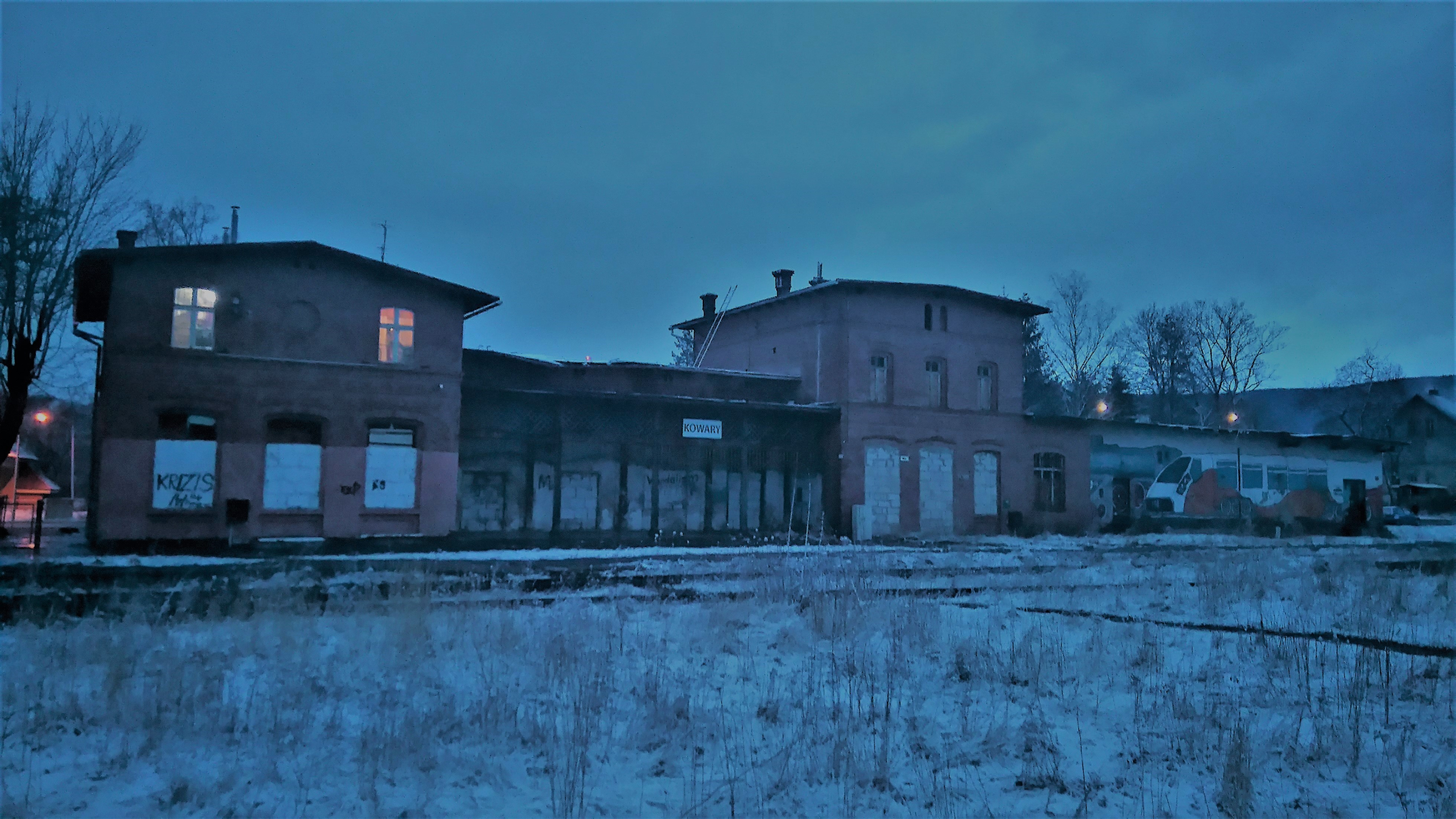
Dworzec PKP w Kowarach

Dawniej w mieście działały dwie stacje kolejowe – Kowary i Kowary Średnie. Dodatkowo wybudowano również trzy przystanki kolejowe:  Kowary Ściegny, Kowary Zdrój i Kowary Górne. Wszystkie punkty zlokalizowano na linii kolejowej nr 308, łączącej Kamienną Górę z Jelenią Górą. Otwarcie pierwszego odcinka Jelenia Góra – Kowary miało miejsce 15. maja 1882 roku. Przedłużenie odcinka do Kamiennej Góry przez Tunel pod Przełęczą Kowarską o długości 1025 metrów nastąpiło 5. czerwca 1905 roku. Po II wojnie światowej linia przeszła na własność Polskich Kolei Państwowych. W dniu 8. lipca 1945 roku podpisano porozumienie polsko-radzieckie, w wyniku którego zdemontowano elementy sieci trakcyjnej i wywieziono do Związku Radzieckiego. W 1986 roku zawieszono przewozy pasażerskie na szlaku do Kamiennej Góry. W 1999 roku całkowicie zawieszono przewozy kolejowe.

## Zabytki

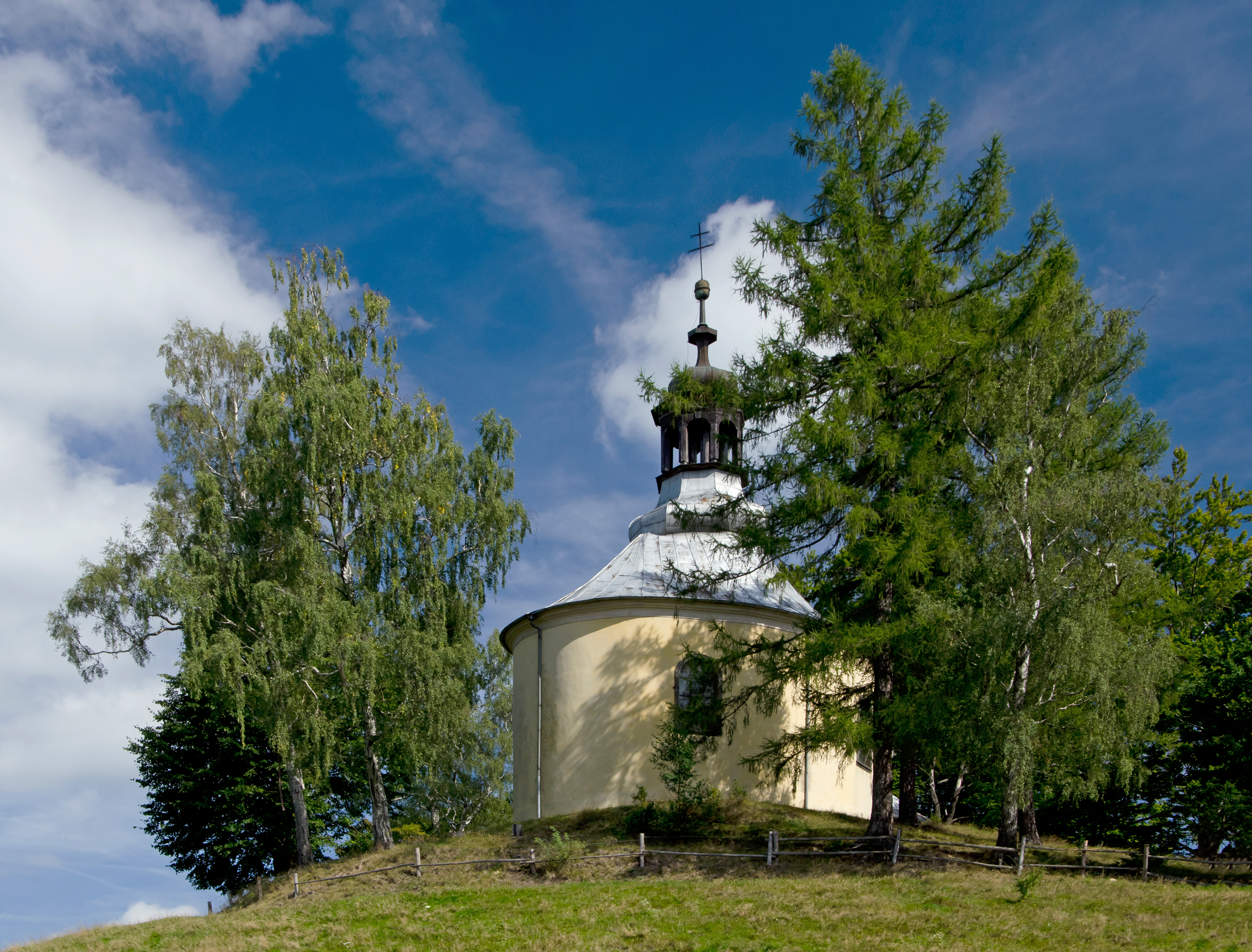
Kaplica św. Anny w Kowarach

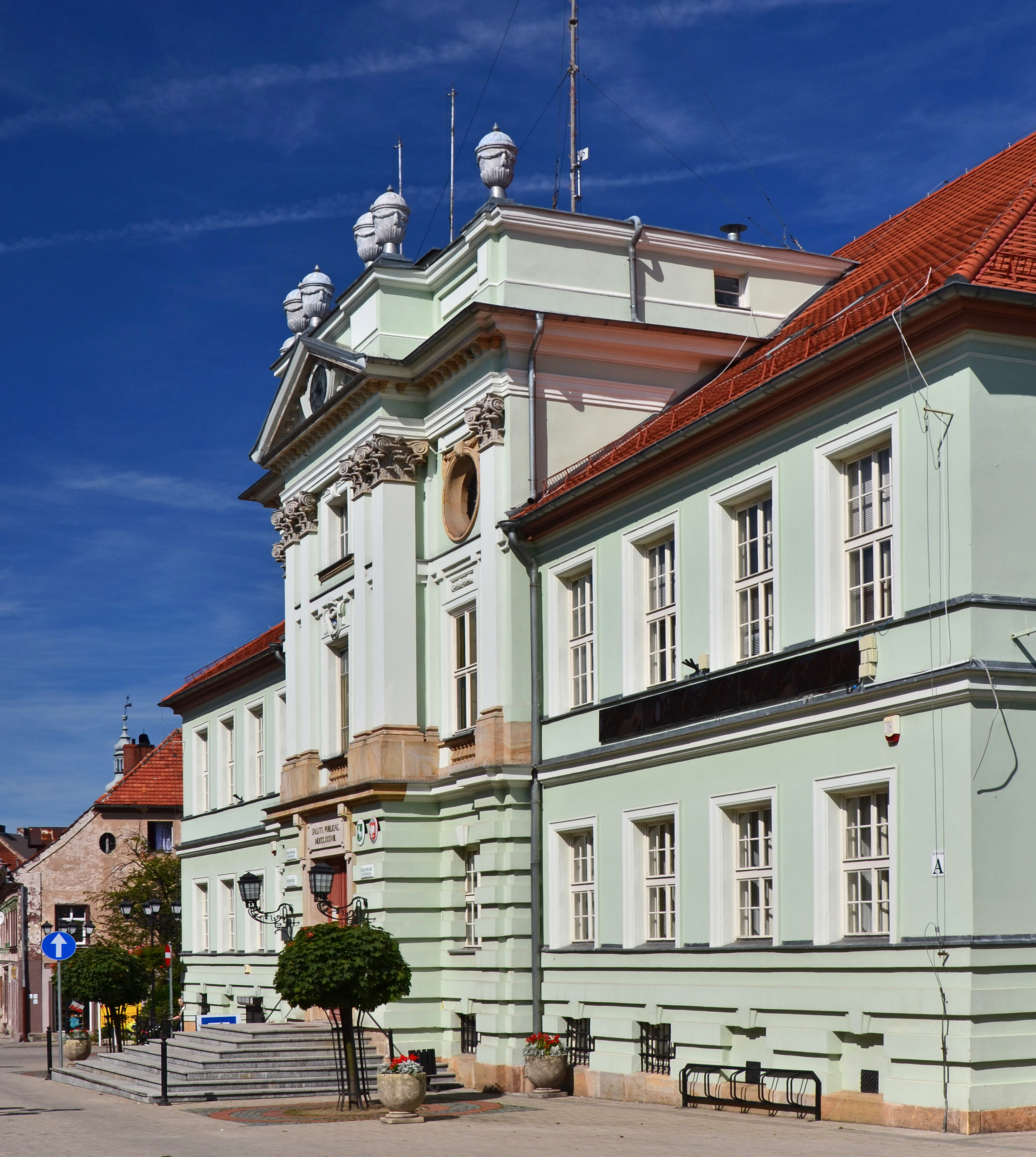
Ratusz w Kowarach

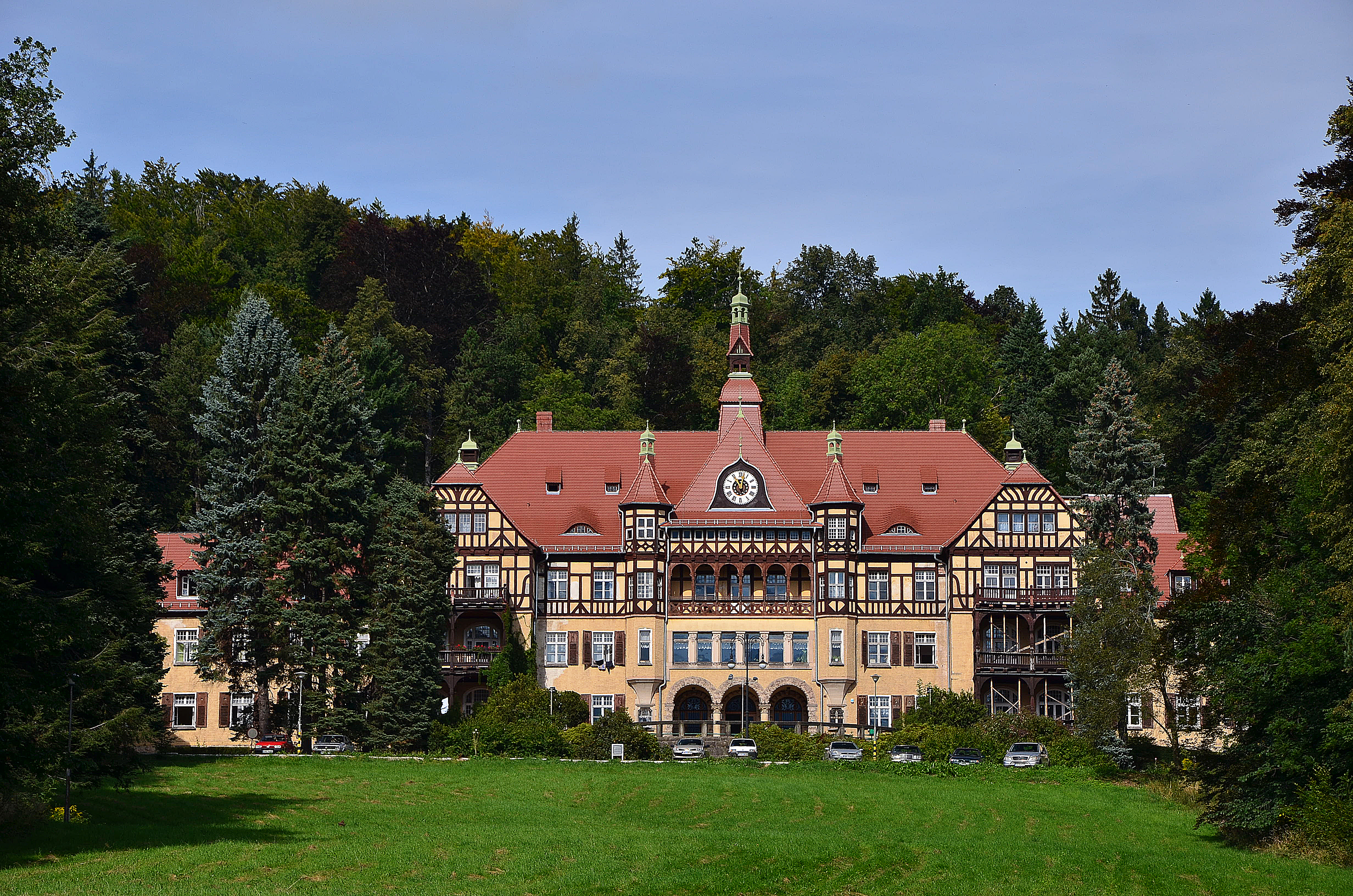
Szpital Wysoka Łąka w Kowarach

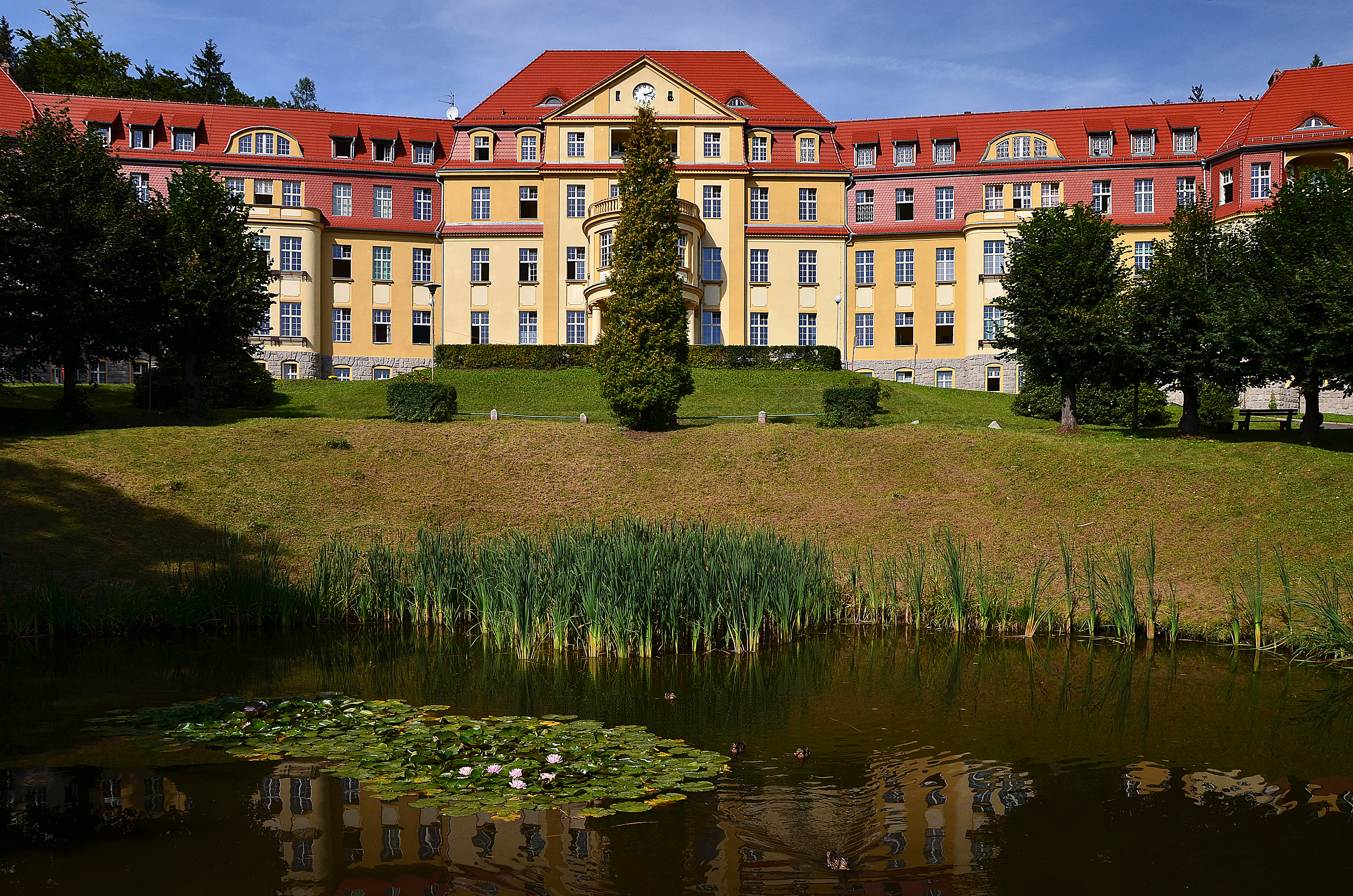
Szpital Bukowiec w Kowarach.

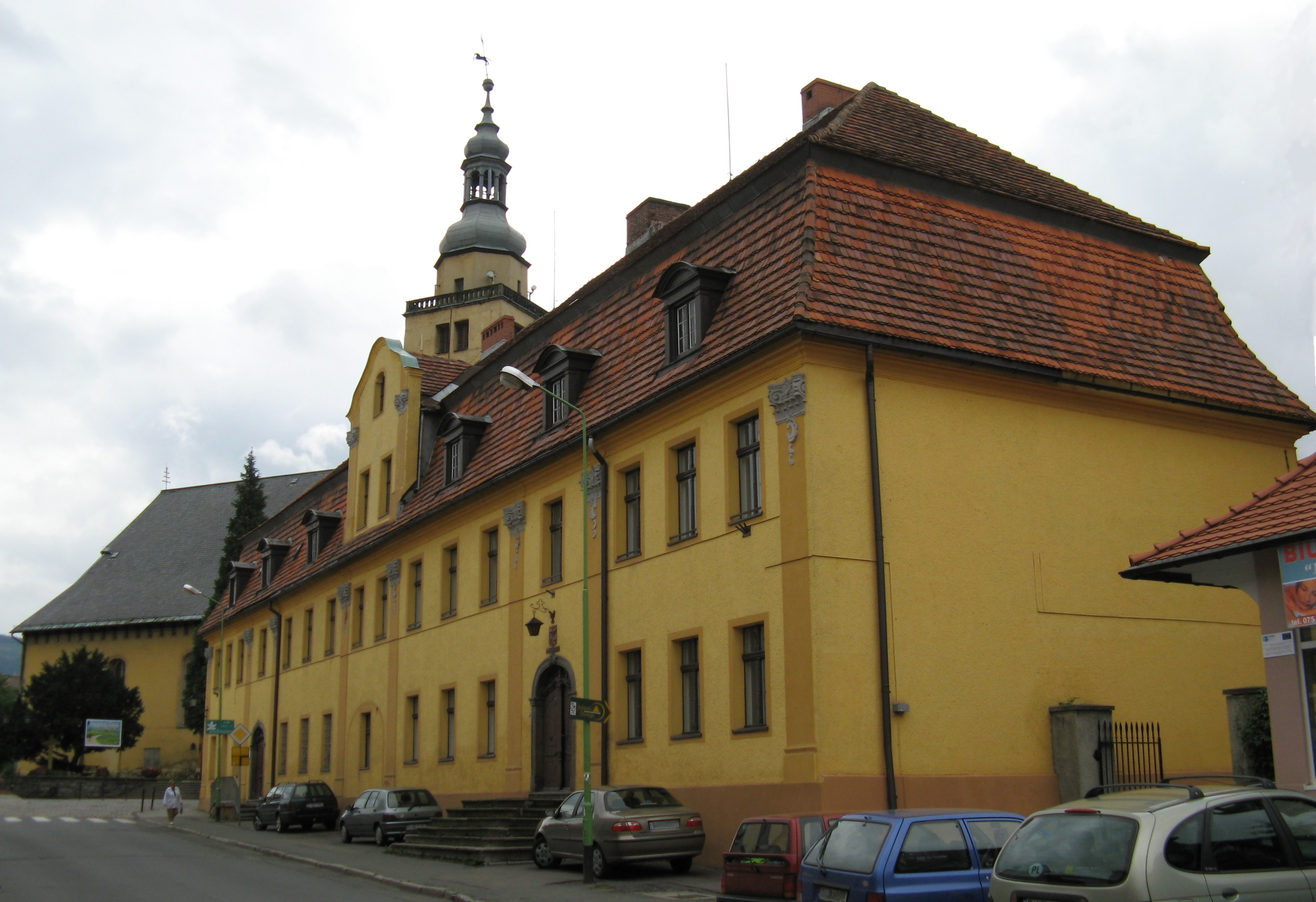
Zakon franciszkański, obecnie plebania kościoła Imienia NMP

W wojewódzkim rejestrze zabytków na liście zabytków wpisane są obiekty::
- miasto
- kościół parafialny pw. NMP z XV w., poł. XVI w., XVIII w.
- plebania, ul. 1 Maja 58, z 1799 r.
- kaplica wotywna pw. św. Anny z 1727 r.
- kościół parafialny
- ratusz, ul. 1 Maja 1A, klasycystyczny z 1789 r., przebudowany na przełomie XIX i XX w.
- altana – dawny „Pawilon Oficerski”, znajduje się przy ul. Borusiaka, k. XVIII w., zwany przez mieszkańców „Grzybkiem”, obecnie w rękach prywatnych, skrajnie zaniedbany przez właściciela
- budynek mieszkalno-usługowy, ul. Jeleniogórska 10, z XIX/XX w.
- dworek, ul. Jeleniogórska 12, z XIX w.
- zespół szpitalny, ul. Jeleniogórska 14, z 1907 r.
  - budynek administracyjny
  - budynek mieszkalny
  - budynek mieszkalny „Szarotka”
  - budynek szpitalny
  - budynek warsztatowy i kotłownia
  - budynek magazynowy
  - budynek spacerowy, drewniany
  - park
- dom, ul. Jeleniogórska 30, z 4 ćw. XIX w.
- budynek mieszkalno-usługowy, ul. Kowalska 2/2, z poł. XVIII w. – XX w.
- dom, ul. Łomnicka 19, z 1788 r., XIX w. – XX w.
- dom, ul. 1 Maja 7, z 1900 r.
- młyn z piekarnią, ob. dom mieszkalny, ul. 1 Maja 11, z 1 poł. XVIII w., XIX w.
- domy, ul. 1 Maja 6, 8, 9, 10, 15, 16, 17, 18, 19, 20, 21, 23, 25 34, 35, 38, 44, 48, 54, 70, 77, 82, 96 z XVIII w. i XIX w.
- domy, ul. 1 Maja 28, 40a, XVII, XIX w.
- dom mieszkalno-usługowy, ul. 1 Maja 12/14, 50, 53 z XVIII w., XIX w.
- oficyna, ul. 1 Maja 70a
- willa, ob. szkoła, ul. 1 Maja 72, z poł. XIX w.
- pałac, ul. Ogrodowa 21, z XVIII w. – XIX w.
- dom, ul. Ogrodowa 30, z 1748 r.
- dom, ul. Ogrodowa 49, z k. XVIII w.
- dom, ul. Pocztowa 1, z XVIII w., XX w.
- gospoda i hotel, ob. dom mieszkalny, ul. Pocztowa 5, z 4 ćw. XVIII w.
- dom, ul. Pocztowa 12, z k. XIX w.
- willa, ul. Sanatoryjna 1, z l. 1870–1890
- park
- dwa domy (połączone łącznikiem), ul. Sanatoryjna 9, 9a, z l. 1900–1904
- dom, ul. Sanatoryjna 13, z l. 1910–1917,
- zespół sanatorium „Bukowiec”, ul. Sanatoryjna 15, 27, z l. 1902–1904, 1920 r.
  - sanatorium „Wysoka Łąka”
  - sanatorium „Bukowiec”
  - park
- willa, ul. Sanatoryjna 17, z 1902 r.
- willa, ul. Sanatoryjna 19, z 1902 r.
- szkoła podstawowa nr 1:
  - budynek, ul. Staszica, z 1778 r., z XIX/XX w.
  - budynek, ul. Jagiellońska (d. ul. Waryńskiego), z 1794 r.
- plebania ewangelicka, obecnie dom mieszkalny, ul. Waryńskiego 2, z 1753 r.
- pałac, obecnie dom mieszkalny, ul. Waryńskiego 40, z drugiej poł. XVIII w., XIX/XX w.
- karczma, ob. dom mieszkalny, ul. Wiejska 1, mur.-drewn., z końca XIX w.
- dom, ul. Wojska Polskiego 2, z końca XIX w.
- wodociągowa wieża ciśnień (kolejowa), ul. Borusiaka, z 1905 r.

Kowary – Ciszyca

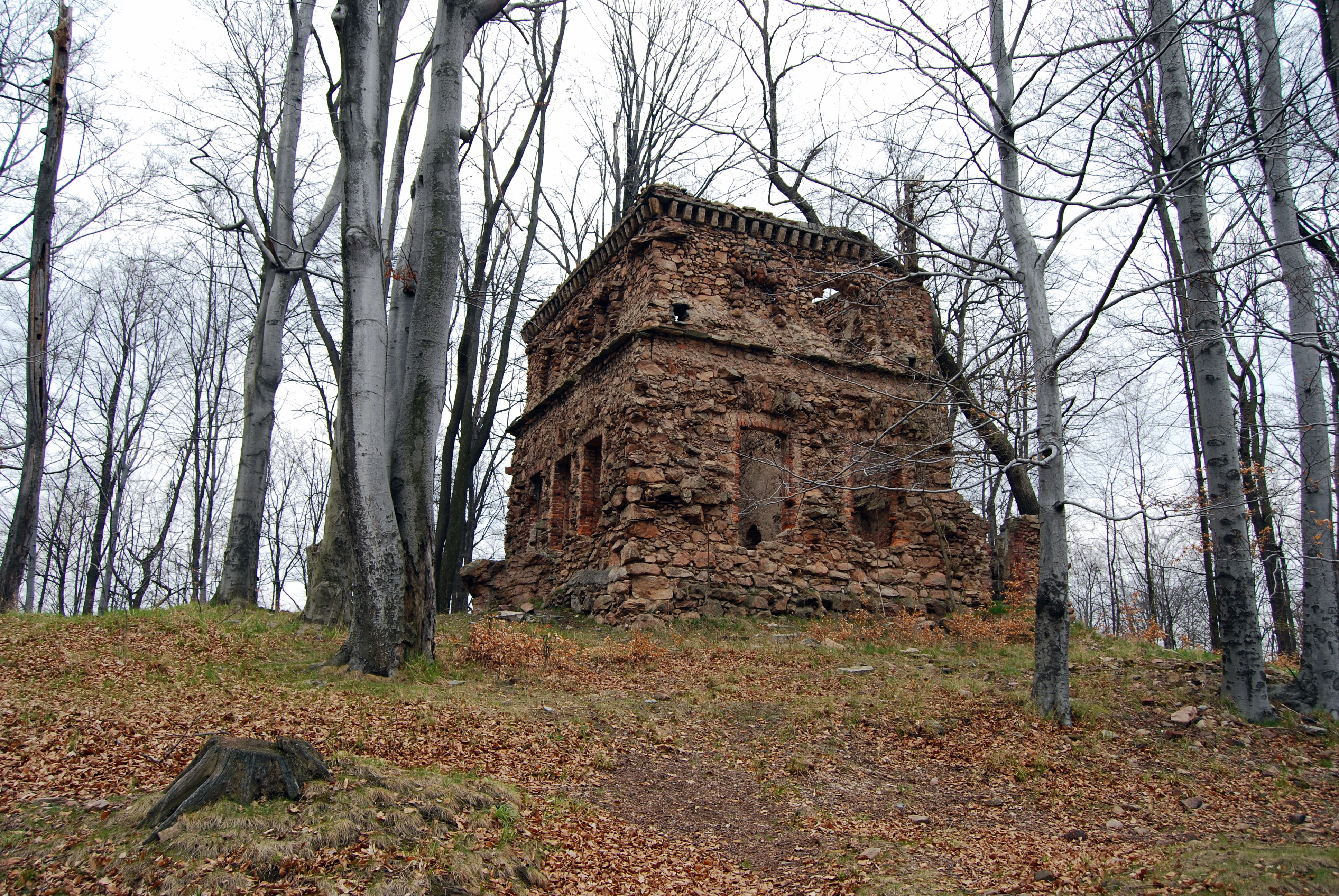
Ruiny wieży widokowej w parku pałacowym, Kowary – Ciszyca

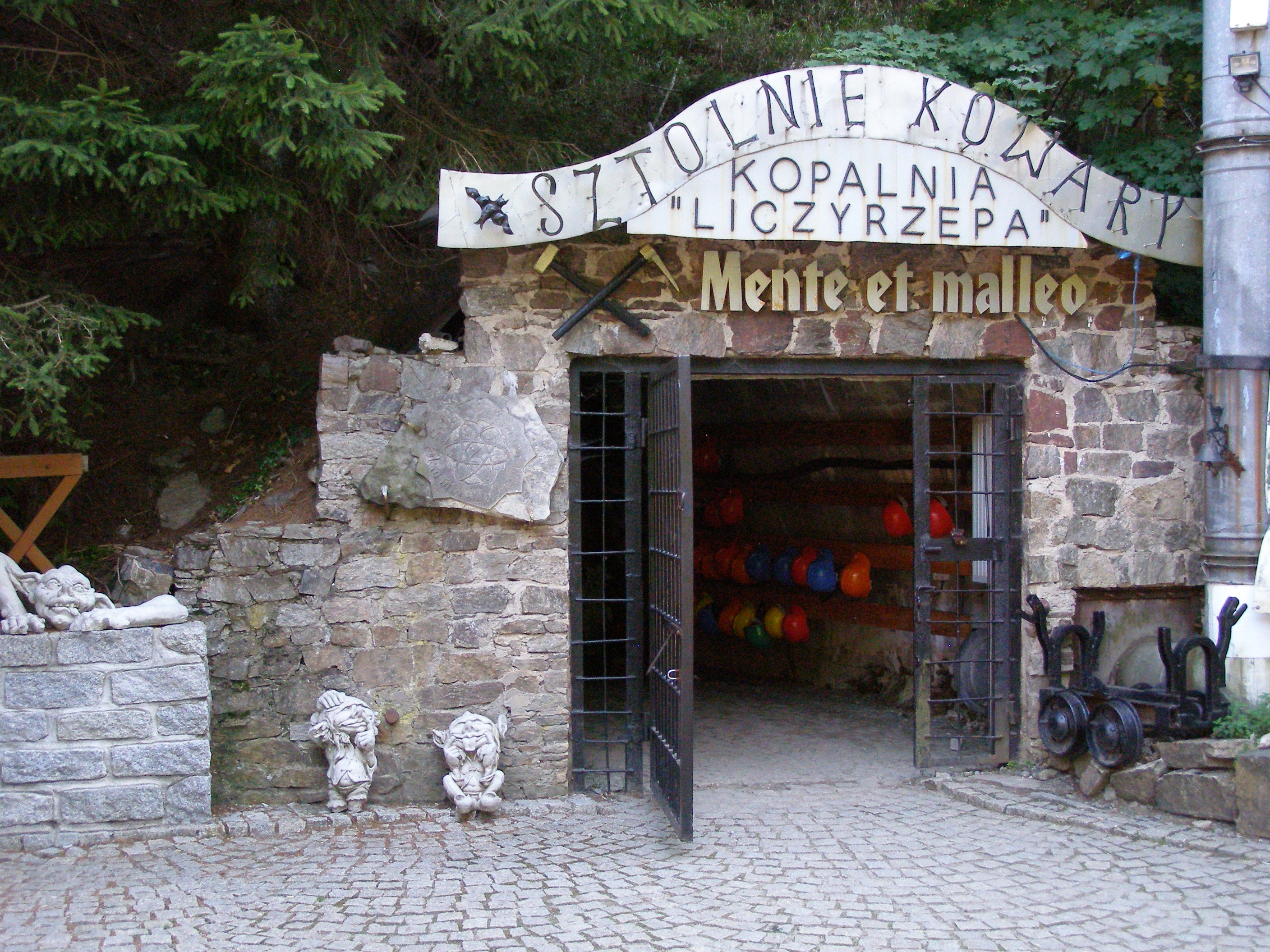
Kopalnia Liczyrzepa – wejście do sztolni

- zespół pałacowy, ul. Jeleniogórska 38, z pocz. XIX w.:
  - pałac
  - park
  - sztuczna grota

Kowary – Radociny
- zespół pałacowy Radociny, zw. „Nowy Dwór”, ul. Zamkowa 1:
  - pałac, z XVI w., przebudowany w 1861 r.[21] – XIX w., 1913 r.
  - park, z drugiej poł. XIX w.

inne zabytki:
- stary układ zabudowy ciągnący się wzdłuż Jedlicy z kamieniczkami z XVI–XIX w.
- kamienny most na Jedlicy z 1725 z figurą św. Jana Nepomucena
- dawny renesansowy dworek z późniejszymi dobudówkami, była siedziba Nadleśnictwa Śnieżka w Kowarach
- osiedle górnicze w stylu socrealizmu,  pierwsze osiedle w powojennej Polsce zbudowane na tzw. ziemiach odzyskanych
- synagoga z XIX w., obecnie magazyn
- mozaika przedstawiająca dywan, w stylu izmirskim, na ścianie Fabryki Dywanów Kowary

### Atrakcje turystyczne[potrzebnyprzypis]
- Muzeum Sentymentów
- Park Miniatur Zabytków Dolnego Śląska w Kowarach
- Podziemna Trasa Turystyczna „Sztolnie Kowary”
- Dom Tradycji Miasta Kowary
- Szlaki turystyczne w Karkonosze i Rudawy Janowickie
- zespół sanatorium „Bukowiec” i „Wysoka Łąka”, ul. Sanatoryjna 15, 27, z lat 1902–1904, 1920 r.
- Na stronie internetowej Sala Tradycji Bukowiec można obejrzeć ekspozycję poświęconą dawnym sanatoriom z uwzględnieniem historii walki z gruźlicą i jej pionierom. Są zdjęcia wydarzeń, dokumentów sprzed blisko 80 lat czy zabytkowych eksponatów, które znajdowały się w powstałej w 1980 roku Sali Tradycji. Niektóre miały ponad 100 lat, np. aparat do wytwarzania odmy opłucnowej na statywie sprzed 1920 roku.
- Nowa podziemna trasa turystyczna „Kopalnia Podgórze”.

## Szlaki turystyczne
- Karpniki – Bukowiec – Kowary – Ogorzelec – Jarkowice
- na Skalny Stół
- Skalnik – Kowary – Krzaczyna – Karpacz[22]

## Edukacja

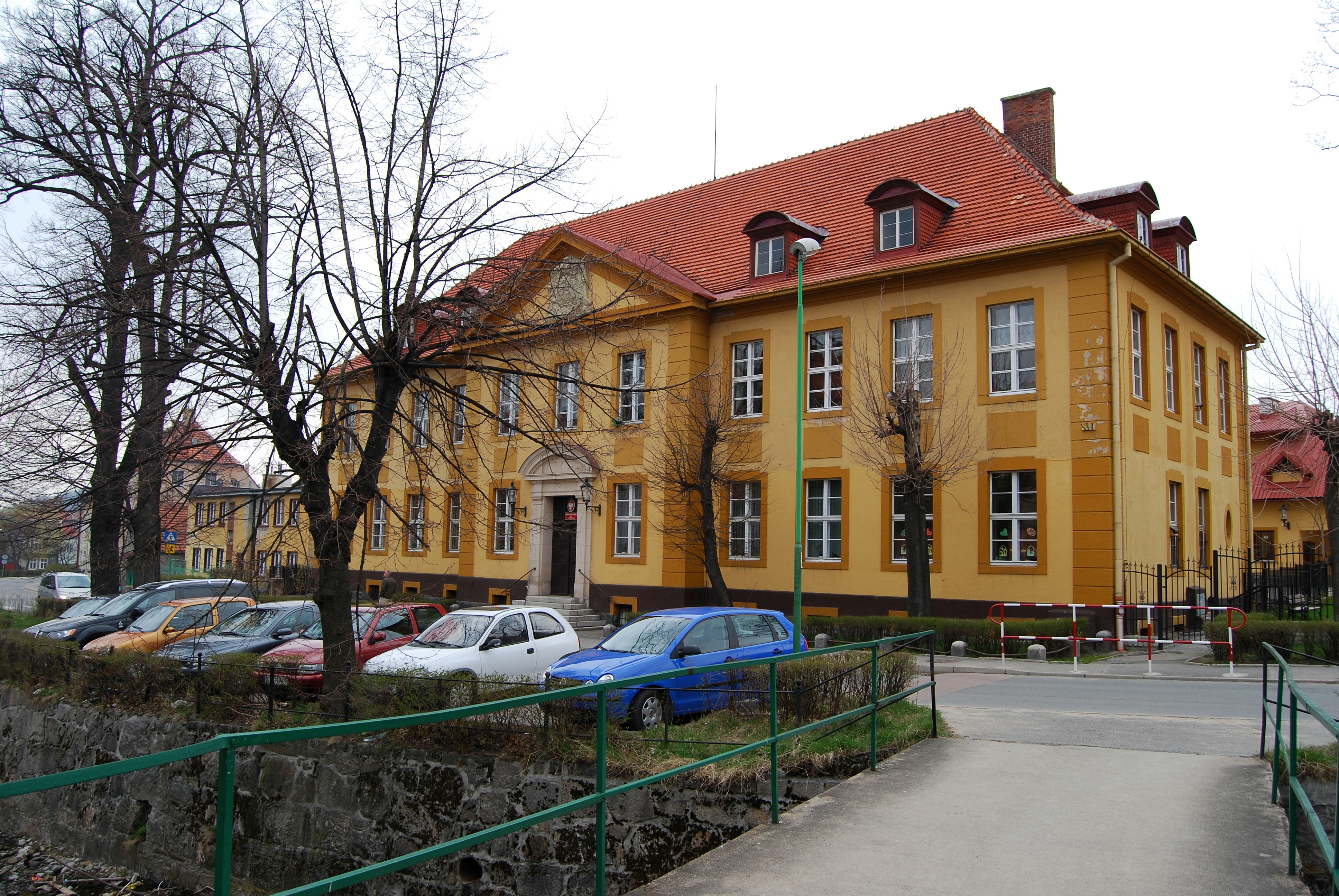
Szkoła Podstawowa nr 1

Dawniej w Kowarach było 5 szkół podstawowych (nie istnieją już SP nr 2 w Kowarach Górnych, SP nr 4 przy obecnym ZSO i SP nr 5 na Wojkowie). Obecnie istnieją dwie szkoły podstawowe (Szkoła Podstawowa nr 1 w Kowarach i Szkoła Podstawowa nr 3 im. Józefa Gielniaka), gimnazjum, liceum ogólnokształcące i liceum dla dorosłych (Zespół Szkół Ogólnokształcących). Gimnazjum i Liceum im. Stanisława Lema.

## Kultura
W Kowarach do 2002 r. istniało Kino „Orzeł”, które obecnie jest zamknięte. Główną instytucją kulturalną i animatorem życia kulturalnego miasta jest Miejski Ośrodek Kultury.

## Wspólnoty wyznaniowe
- Kościół rzymskokatolicki:
- parafia Imienia Najświętszej Maryi Panny

## Sport
W Kowarach działa Miejski Klub Sportowy Olimpia, który organizuje imprezy sportowe: „Turniej piłki nożnej juniorów im. S. Żurowskiego”, seminaria szkoleniowe „Funakoshi Shotokan Karate” i „Polsko-Czeskie mistrzostwa o puchar Karkonoszy w paralotniach”. Ponadto klub jest współorganizatorem „Dni Kowar” pod nazwą „Dni Sportu”, jak również organizuje „Majówkę”, „Jesień Kowarską” czy też inne imprezy sportowo-rozrywkowe na terenie miasta.

## Współpraca zagraniczna
Miasta partnerskie
- Kamień Pomorski
- Schönau-Berzdorf auf dem Eigen
- Malá Úpa
- Černý Důl
- Žacléř
- Vrchlabí
- Wiśniowiec
- Trembowla